# Phare de La Mola
Le Phare de La Mola (ou aussi Phare de Formentera) est un phare situé à l'extrémité orientale de l'île de Formentera, dans l'archipel des Îles Baléares (Espagne).
Il est géré par l'autorité portuaire des îles Baléares (Autoridad Portuaria de Baleares) au port d'Alcúdia.

## Histoire
Durant la construction, la mauvaise qualité de la pierre utilisée a motivé le changement de celle-ci. Le phare, érigé en haut d'une haute falaise, a finalement été inauguré le 30 novembre 1861. Le premier système lumineux est composé d'un objectif catadioptrique fixe de deuxième ordre et une lampe à huile de type Degrand. Il marque le passage au sud de l'île.
En 1928 un réflecteur rotatif catadioptrique à douze panneaux a été installé. Il provient du phare de Formentor, et il sert encore aujourd'hui. Les anciens brûleurs à mêches à huile ont également été retirés pour être remplacé par un système d'éclairage à incandescence.
En 1970, le système optique a été électrifié, en utilisant trois lampes de 3000 w et deux générateurs comme système d'urgence. Avec son polygone à douze côtés, cette lampe est la seule de son genre qui reste encore opérationnelle dans l'archipel.
Identifiant : ARLHS : BAL-047 ; ES-32700- Amirauté : E0250 - NGA : 4744 .
|          |
| Le phare |

|          |
| Le phare |